# Medaillon (Fleisch)
Im klassischen Sinn handelt es sich beim Medaillon um eine aus dem Filet stammende Fleischscheibe. Es wird bevorzugt aus dem Filetmittelstück geschnitten, so dass die Scheibe eine runde Form besitzt.
Lebensmittelrechtlich wird der Begriff weiter gefasst. Demnach ist ein Medaillon eine kleine Fleischscheibe, die nicht zwangsläufig aus dem Filet, sondern aus einer beliebigen zum Kurzbraten geeigneten sehnenarmen Muskelpartie geschnitten werden kann, bei Schlachttieren und Wild beispielsweise auch aus der Rückenmuskulatur oder der Hüfte, bei Geflügel z. B. aus der Brustmuskulatur. Die Tierart wird in der Bezeichnung genannt (z. B. Kalbsmedaillon, Putenmedaillon, Schweinemedaillon, Hirschmedaillon, Rindsmedaillon usw.).
Auf manchen Speisekarten wird der Begriff Medaillon auch für den feinsten Teil eines Fisches oder Krustentiers verwendet. So kann mit „Medaillon vom Hummer“ beispielsweise der innere, besonders zarte Teil der Hummerschere gemeint sein.

## Filet Medaillon
Ein Filet medaillon bzw. Filet Medaillon ist lebensmittelrechtlich definiert als eine Scheibe vom Kalbsfilet. Der Zuschnitt ist vergleichbar mit einem (kleinen) Kalbsfilet-Steak. Ähnliche Zuschnitte von anderen Tierarten müssen – insofern die Bezeichnung Filet Medaillon aufgegriffen wird – einen ergänzenden Hinweis tragen (z. B. Schweinefilet-Medaillon, Hirschfilet-Medaillon, Rinderfilet-Medaillon oder alternativ z. B. auch möglich Filetmedaillon vom Rind).